# Molgula roemeri
Molgula roemeri är en sjöpungsart som beskrevs av Hartmeyer 1903. Molgula roemeri ingår i släktet Molgula och familjen kulsjöpungar.
Artens utbredningsområde är Norra Ishavet. Inga underarter finns listade i Catalogue of Life.